# نورمان ك. مون
نورمان ك. مون (بالإنجليزية: Norman K. Moon) هو محامي وقاضي أمريكي، ولد في 1936 في لينشبرغ في الولايات المتحدة.